# Kvartetten som sprängde (film)
Kvartetten som sprängde (originaltitel: I soliti ignoti) är en italiensk film från 1958 i regi av Mario Monicelli.

## Rollista (urval)
- Vittorio Gassman: Giuseppe Marchetti
- Marcello Mastroianni: Tiberio Braschi
- Renato Salvatori: Mario Angeletti
- Totò: Dante Cruciani
- Claudia Cardinale: Carmelina Nicosia
- Tiberio Murgia: Michele Nicosia
- Memmo Carotenuto: Cosimo Proietti
- Carlo Pisacane: Pierluigi Capannelle
- Carla Gravina: Nicoletta